# ليليكس (أين)
ليليكس (بالفرنسية: Lélex)‏ هي بلدية فرنسية تقع في إقليم الأين في فرنسا. رمز إنسي لها هو:1210. أما الرمز البريدي لها فهو: 1410.